# علم الحيوان الإنساني
علم الحيوان الإنساني (بالإنجليزية: Anthrozoology)‏ هو دراسة السلوك الأنساني ومقارنته بالسلوك الحيواني من ناحية طرق المعيشة والتكافل والتخاطب والتكاثر والتكيف مع البيئة.